# Карлсонс, Георг
Георг (Юрис) Ка́рлсонс (в Российской армии Георгий Карлович Карлсон, латыш. Georgs Karlsons; 7 октября 1874 — 1 декабря 1945) — латышский стрелок, полковник Латвийской армии.

## Биография
Из мещан, сын управляющего имением Адельн.
Окончил Тальсенское городское училище. На службе в Российской императорской армии с 1893 года. В 1896 году окончил Киевское юнкерское пехотное училище по 1-му разряду, в 1906 году — Николаевскую академию Генерального штаба. В июне 1915 г. произведён в полковники.
Во время Первой мировой войны был командиром 1-го Усть-Двинского латышского стрелкового полка (18.11.1916—13.03.1917), руководил полком в Рождественских боях, за отличие в которых 28 августа 1917 г. награждён Георгиевским оружием
за то, что, состоя командиром 1-го Усть-Двинского стрелкового полка, в бою 23 декабря 1916 года у лесничества Скангель, по заранее выработанному плану и произведенной им лично 21 декабря разведки для определения мест будущих проходов в неприятельской укрепленной полосе, с вверенным ему полком и другими частями бригады, составляя ударную группу и руководя атакой под губительным ружейным, пулеметным и артиллерийским огнем противника, преодолел без артиллерийской подготовки 5 полос проволочных заграждений, ворвался в неприятельские окопы и штыками очистил их от противника. Затем устремился на ус. Скангель, которую и занял. Взял 60 человек пленных, 4 пулемета, 1 миномет и, кроме того, совместно с другими частями 4 орудия 42-лин. батареи.
Также был награждён орденом Св. Владимира 3-й ст. с мечами (31.12.1916).
В 1920 гуду вернулся в Латвию. Позже был офицером Генерального штаба Вооруженных сил Латвии. Уволился из Латвийской армии в 1932 году. Умер 1 декабря 1945 года в Берлине.